# Cijeli format
Cijeli format (engl. broadsheet) najveći je novinski format. Najčešće je dimenzije 43×58 cm, a uobičajen je za jutarnja izdanja dnevnih novina. Zbog veličine, novine tiskane u ovom formatu dolaze presavijene na prodajna mjesta. Prva novina tiskana u cijelom formatu bio je nizozemski Courante uyt Italien, Duytslandt, &c. iz 1618. U Hrvatskoj je u tom formatu bio tiskan Vjesnik.

## Vanjske poveznice
- Newspaper Types and Formats  Arhivirana inačica izvorne stranice od 20. prosinca 2010. (Wayback Machine)